# Laura Blakeman
Laura Blakeman (Stoke-on-Trent, 25 de abril de 1979) es una deportista británica que compitió en piragüismo en la modalidad de eslalon. Ganó cinco medallas en el Campeonato Mundial de Piragüismo en Eslalon entre los años 2002 y 2009, y cinco medallas en el Campeonato Europeo de Piragüismo en Eslalon entre los años 1998 y 2009.

## Palmarés internacional
| Campeonato Mundial | Campeonato Mundial                   | Campeonato Mundial | Campeonato Mundial |
| Año                | Lugar                                | Medalla            | Competición        |
| ------------------ | ------------------------------------ | ------------------ | ------------------ |
| 2002               | Bourg-Saint-Maurice (Francia)        | Medalla de bronce  | K1 por equipos     |
| 2003               | Augsburgo (Alemania)                 | Medalla de bronce  | K1 por equipos     |
| 2005               | Penrith (Australia)                  | Medalla de plata   | K1 por equipos     |
| 2007               | Foz do Iguaçu (Brasil)               | Medalla de bronce  | K1 por equipos     |
| 2009               | Seo de Urgel (España)                | Medalla de oro     | K1 por equipos     |
| Campeonato Europeo |                                      |                    |                    |
| Año                | Lugar                                | Medalla            | Competición        |
| 1998               | Roudnice nad Labem (República Checa) | Medalla de plata   | K1 por equipos     |
| 2004               | Skopie (Macedonia)                   | Medalla de bronce  | K1 por equipos     |
| 2007               | Liptovský Mikuláš (Eslovaquia)       | Medalla de bronce  | K1 por equipos     |
| 2008               | Cracovia (Polonia)                   | Medalla de bronce  | K1 por equipos     |
| 2009               | Nottingham (Reino Unido)             | Medalla de oro     | K1 por equipos     |